# Борисово (городской округ Домодедово)
Борисово — деревня в Московской области, расположенная в границах городского округа Домодедово. Деревня относится к Краснопутьскому сельскому округу.
Численность населения по данным 2005 года — 8 жителей. Почтового отделения в деревне нет, ближайшее почтовое отделение находится в селе Шубино.

## Улицы
В деревне существуют (или существовали ранее) следующие улицы:
- Речная улица
- Вишнёвая улица
- Рябиновая улица

## Предприятия
Деревня в большей степени является дачным посёлком. В Борисово развито садоводство и огородничество. В деревне 5 садоводческих некоммерческих товариществ (СНТ): «Борисово», «Виктория», «Светлана», «Борисово-2», «Борисово-3» и 2 садоводческих товарищества (СТ): Тайга-1 и «Пеленг».